# Боливар (округ)
Округ Боливар (англ. Bolivar County) — округ штата Миссисипи, США. Население округа на 2000 год составляло 40 633 человек. В округе 2 административных центра — города Кливленд и Роздейл.

## История
Округ Боливар основан в 1836 году.

## География
Округ занимает площадь 2268.8 км2.

## Демография
Согласно переписи населения 2000 года, в округе Боливар проживало 40633 человек (данные Бюро переписи населения США). Плотность населения составляла 17.9 человек на квадратный километр.